# Martha Karua
Martha Wangari Karua (Kirinyaga County, 22 september 1957) is een Keniaans politicus. Ze was vanaf 1992 lange tijd parlementslid voor de Gichugu-kieskring en advocaat van het Hooggerechtshof van Kenia. Ze was minister van Justitie tot april 2009 en presidentskandidaat in 2013. Karua is een voorvechter voor de bescherming van de vrouwenrechten en verbetering van de democratie.

## Vroegere jaren
Martha Wangari Karua werd op 22 september 1957 geboren in Kirinyaga County in de (voormalige) provincie Kati als tweede kind van Jackson en Lartha Karua en heeft drie zusters en vier broers. Ze groeide op in het dorp Kumunye en volgde school in de Kabare Girls Boarding School en de Kiburia Girls Secondary School. Daarna behaalde ze haar East African School Certificate op de Karoti Girls High School in Kirinyaga County. Karua studeerde van 1977 tot 1980 rechten aan de Universiteit van Nairobi om daarna van 1980 tot 1981 ingeschreven te zijn aan de Kenya School of Law voor een postgraduaat rechten, een voorwaarde voor toelating tot de Keniaanse rol van advocaten en voor een licentie als advocaat in Kenia.

## Professionele carrière

### 1981 - 2002
Nadat Karua afstudeerde, werkte ze als magistraat bij verschillende rechtbanken waaronder Makadara, Nakuru en Kibera. In 1987 besloot ze haar eigen advocatenkantoor "Martha Karua & Co. Advocates" op te richten, dat ze runde tot 2002. Ze behandelde zaken zoals die van de Keniaanse mensenrechtenactivist, journalist en schrijver Koigi Wamwere en van het Keniaans parlementslid Mirugi Kariuki. Met het risico op de zwarte lijst te worden  geplaatst door de Moi-regering, verdedigde zij diverse mensenrechtenactivisten. Haar werk heeft bijgedragen tot het familierecht, vooral met betrekking tot het huwelijksvermogensrecht.

## Politieke carrière

### 1990 – 2002
Karua was lid van de politieke oppositiebewegingen die in de vroege jaren 1990 met succes de herinvoering van de meerpartijendemocratie in Kenia bewerkstelligden. Kenia was op het moment onder leiding van het autoritaire bewind van de Keniaanse Afrikaanse Nationale Unie (KANU), de enige wettelijk erkende politieke partij in Kenia, geleid door president Daniel arap Moi.
Karua werd lid van de Ford-Asilipartij van Kenneth Matiba maar behaalde geen partijnominatie omdat die naar de rijke en invloedrijke en voormalig hoofd van de Openbare Dienst Geoffrey Kareithi ging. Ze kreeg wel een ticket en ondersteuning van de Democratic Party of Kenya (DP) die een onderbreking wilden van de Kareithi - Nahashon Njuno rivaliteit. Karua werd in 1992 na de algemene verkiezingen parlementslid voor het Gichugu-kiesdistrict en daarmee de eerste vrouwelijke advocaat door het volk verkozen, in het Parlement. Zij werd ook benoemd tot Secretaris juridische zaken van de partij van 1992 tot 1997. In 1998 weigerde Karua de positie van schaduwminister van cultuur en sociale diensten, die in strijd was met haar positie van Nationale staatssecretaris voor constitutionele zaken (een verkozen plaats) die haar de officiële woordvoerder over juridische zaken van de partij maakte. Ze koos ervoor om ontslag te nemen als Nationaal secretaris.
Toen in 2001 de "Constitutional Review Bill" werd voorgelegd in de Tweede Kamer verliet de gehele oppositie, met uitzondering van Karua het parlement. Het wetsvoorstel werd verworpen door de oppositie zowel als het burgerforum, maar Karua was van mening dat het voor de gekozen vertegenwoordigers verstandiger zou zijn geweest in het parlement te blijven en hun bezwaren te uiten in plaats van op te stappen. Daarom verkoos ze te blijven om haar bezwaren tegen het wetsvoorstel te laten registreren.
Later behoorde ze tot degenen die de politieke coalitiepartij NARC vormde die de algemene verkiezingen van 2003 in Kenia won en een einde maakte aan het bijna vier decennia lang politiek leiderschap van de KANU.

### 2003 – maart 2009
Karua was tot 6 april 2009 Minister of Justice, National Cohesion & Constitutional Affairs. Voorheen was ze Minister of Water Resources Management & Development, die meewerkte aan de uitvoering van de "Water Act 2002", die in een versneld tempo zorgde voor de hervormingen in watervoorzieningen en dienstverlening in Kenia. Karua werd op 8 januari 2008 opnieuw benoemd als minister in het kabinet van Kibaki na de omstreden Keniaanse verkiezingen van 2007. In een interview met BBC’s HARDtalk in januari 2008 verklaarde Karua met betrekking tot de gewelddadige crisis die zich na de verkiezingsuitslag had ontwikkeld, dat de regering had verwacht dat de oppositiepartij Orange Democratic Movement (ODM) van Raila Odinga van plan was om chaos over het land te brengen maar ze was verrast door de omvang ervan en noemde het geweld een "etnische zuivering ". Odinga noemde haar beschuldigingen schandalig. Karua leidde het regeringsteam in de onderhandelingen met de oppositie met betrekking tot het politiek geschil dat voortvloeide uit de verkiezingen. De politieke crisis leidde uiteindelijk tot de ondertekening van een machtsdeling tussen Kibaki en Odinga. In het grote coalitiekabinet, dat werd aangekondigd op 13 april 2008, bleef Karua in haar functie als Minister of Justice, National Cohesion and Constitutional Affairs. 
Karua werd op 15 november 2008 verkozen als nationale voorzitter van de politieke partij NARC-Kenya. Er was vrijwel geen concurrentie bij de verkiezingen  tijdens de partijconventie van de nationale afgevaardigden in Bomas of Kenya in Nairobi vermits alle ambtenaren waaronder mevrouw Karua werden bekrachtigd. Na haar bekrachtiging verklaarde ze onmiddellijk dat ze bij de volgende verkiezingen in Kenia in 2012 zou gaan voor het presidentschap.
Karua trad op 6 april 2009 af als minister met als motivatie de frustaties die ze opliep bij het uitoefenen van haar taak. Een duidelijk voorbeeld was de benoeming van rechters door president Mwai Kibaki zonder haar medeweten enkele dagen voor haar ontslag. Ze was de eerste minister die vrijwillig aftrad sinds 2003.

### 2013 – heden
Martha Karua was met haar partij NARC-Kenya kandidaat voor het presidentschap in 2013. De nieuwe Keniaanse wet verbood presidentskandidaten om tegelijkertijd voor het parlement op te komen zodat ze haar zetel in het Gichugu-kiesdistrict moest opgeven met het potentiële risico helemaal uit de politiek te verdwijnen als ze haar doel niet haalde. Ze kwam uit op de zesde plaats met een teleurstellende 43.881 stemmen waar ze ondanks haar afstamming zelfs de volslagen onbekende Mohammed Abduba Dida moest laten voorgaan die 0,43% stemmen haalde ten opzichte van haar eigen 0,38%. Na een relatief lange tijd afwezigheid op het politieke toneel verscheen ze opnieuw in het publiek en zinspeelde kort op een hernieuwde politieke ambitie voor de komende presidentsverkiezingen in 2017. Ze was een van de oppositieleiders die de Amerikaanse president Obama ontmoette toen hij werd ontvangen door president Uhuru Kenyatta in 2015 tijdens het enige presidentiële bezoek van Obama aan Kenia. Politiek gezien leek ze met haar partij in zee te willen gaan met de Coalition for Reforms and Democracy (CORD), de belangrijkste oppositiepartij onder leiding van Raila Odinga, hoewel zij en Raila langdurig politieke tegenstanders waren en geruime tijd leek dit de meest onwaarschijnlijke van de mogelijke politieke bondgenoten. Uiteindelijk kwam deze samenwerking er niet.
In december 2015 Karua bekende dat ze een "gift" van miljoenen ponden ontvangen had voor haar presidentscampagnekosten van British American Tobacco. Karua zei dat ze dacht dat de bijdrage een persoonlijke donatie van Paul Hopkins, een BAT werknemer, was. Het geld werd betaald via Mary M'Mukindia die Karua’s campagne leidde. Voorafgaand had Martha Karua al lang de reputatie van onbesmet door corruptie, maar na dit omkopingsrapport bleken velen te twijfelen. Er werd geen schuld bewezen voor de feiten die haar ten laste werden gelegd en Karua heeft steeds blijven volhouden dat ze niet corrupt is.

## Iron lady
Karua heeft het imago van een strijdbare vrouw van onbuigzame vastberadenheid. Toen KANU nog steeds aan de macht was, stapte Karua op een gegeven moment naar president Moi toe toen die de menigte in een lokaal stadion toesprak in haar provincie Kirinyaga. Dit was een ongebruikelijke open uitdagendheid tegen Moi die werd gevreesd en het land regeerde met ijzeren vuist.
Karua is een toonaangevende activist die strijdt voor de verbreding van de democratie en de genderkwesties in Kenia. Ze is betrokken geweest bij het opkomen voor de rechten van de vrouwen bij geschillen van openbaar belang, door lobbyen en het bepleiten voor wetten ter verbetering en bescherming van de rechten van vrouwen door middel van haar werk met verschillende vrouwenorganisaties, met name de International Federation of Women Lawyers  (FIDA-Kenya) en de League of Kenya Women Voters.
In februari 2009 tijdens haar tijd als minister van Justitie, had ze ooit een verhitte discussie met de minister van Landbouw William Ruto op een kabinetsvergadering terwijl de president rustig zat toe te kijken naar de strijdende ministers. De twee ministers hadden het over een periode van drie weken aan de stok met elkaar in het openbaar, waarbij Karua het ontslag van Ruto eiste wegens een maïsschandaal.
Ze werd ooit "de enige man" genoemd in de PNU-kabinet, ondanks het feit dat alle andere kabinetsleden mannen waren.

## Privaat leven
Martha Karua kwam in de belangstelling nadat zij en een katholieke priester, Fr. Dominic Wamugunda werden overvallen en beroofd op 6 december 2003 's avonds laat terwijl ze in Wamugunda's auto op weg waren naar haar huis in Nairobi. Het paar was op dat moment alleen en zonder bodyguards. Karua was op dat moment gescheiden en wilde geen verklaring afleggen waarom ze op dat moment in Wamugunda’s auto zat. In januari van hetzelfde jaar was Karua gewond geraakt bij een vliegtuigcrash waarbij drie personen omkwamen, Minister van Arbeid Ahmed Khalif en twee piloten.

## Onderscheidingen en erkenningen
In 1991 werd Karua door Human Rights Watch erkend als mensenrechtenactivist.
In december 1995 werd ze door de Federation of Kenia Women Lawyers (FIDA) gehuldigd voor het bevorderen van de vrouwenrechten. In 1999 heeft de Keniaanse afdeling van de International Commission of Jurists haar uitgeroepen tot de 1999 Kenya Jurist of the Year en in dezelfde maand werd ze door de Law Society of Kenya (LSK) bekroond met de Legal Practitioners Due Diligence Award